# ترور ویلیام مک‌کینلی
ترور ویلیام مک‌کینلی (انگلیسی: Assassination of William McKinley) اشاره به رویدادی تروریستی است که در جریان آن، ویلیام مک‌کینلی بیست و پنجمین رئیس‌جمهور ایالات متحده آمریکا در جریان برگزاری نمایشگاه پان-آمریکن در سالن کنسرت معبد موسیقی در بافلو، نیویورک هدف سوءقصد لئون چولگوش قرار گرفت و در نهایت، در تاریخ ۱۴ سپتامبر ۱۹۰۱ درگذشت.
در سپتامبر سال ۱۹۰۱ ویلیام مک‌کینلی، در دوران اوج قدرت خود به عنوان رئیس‌جمهور ایالات متحده به سر می‌برد. وی منتخب و برندهٔ آرای سال ۱۸۹۶ بود. آرایی که در جریان رکود اقتصادی شدید و برگرفته از وحشت ۱۸۹۳ پدید آمده بود. مک‌کینلی برای دست‌یافتن به چنین منصبی، رقیب دموکرات خود، ویلیام جنینگز برایان را شکست داده بود. این در حالی بود که در انتخابات میان‌دوره به سال ۱۹۰۰ نیز، مک‌کینلی پیروز شد. اریک روچ‌وی، مورخ تاریخی اظهار می‌دارد که؛ به نظر می‌رسید که دولت مک‌کینلی به شکل مسالمت‌آمیز و بدون‌وقفه، برای چهار سال دیگر به کار خود ادامه خواهد داد.
چولگوش متولد سال ۱۸۷۳ در دیترویت، میشیگان بود. او از خانواده‌ای مهاجر و از تبار لهستانی بود. در بزرگسالی، مشغول به کار در کارخانه‌ای واقع در کلیولند گردید تا اینکه اخراج شد و پس از آن به‌طور نامنظم، شغل‌های پراکندهٔ چندی را نیز تجربه کرد. وی با شرکت در جلسات سیاسی مذهبی تلاش کرد تا دلایل ناآرامی اقتصادی منتج به وحشت ۱۸۹۳ را درک کند و ضمن این موضع، به آنارشیسم علاقه‌مند شد. در آن مقطع، آنارشیست‌ها با اقدام به ترور یا تلاش برای ترور نیمی از مقامات رسمی و اعضای خانواده‌های سلطنتی، پیامدهای ناخوشایندی را در اروپا به وجود آورده بودند. آنها همچنین در بمبگذاری ماجرای هایمارکت شیکاگو به سال ۱۸۸۶، مقصر اصلی شناخته شده‌بودند. در قرن ۱۹ میلادی، دو رئیس‌جمهور آمریکا ترور شده بودند. ترور آبراهام لینکلن در سال ۱۸۶۵ و دیگری ترور جیمز آبرام گارفیلد به سال ۱۸۸۱. با همهٔ این احوال، مک‌کینلی، ضمن اطلاع و وقوف بر این موضوع علاقه نداشت که پرسنل امنیتی میان او و مردم حائل باشند. مک‌کینلی در زادگاه خودش در کانتون، اوهایو، اغلب بدون محافظ به کلیسا یا مناطق تجاری می‌رفت. در واشینگتن نیز به همراه همسرش و بدون هیچگونه محافظی با کالسکه به گردش می‌پرداخت.

## ورود و سخنرانی رئیس‌جمهور
مک‌کینلی در دومین مراسم تحلیف در تاریخ ۴ مارس ۱۹۰۱ سخنرانی کوتاهی انجام داد. سخنرانی اصلی وی در جهت ترویج طرح‌هایش مصادف با دیدارها و نشستی در تاریخ ۱۳ ژوئن و نمایشگاه پان-آمریکن گردید. چولگوش با شروع سال ۱۸۹۸ در مزرعهٔ پدری‌اش در کلیولند مشغول به کار بود. گفته می‌شود که وی در سخنرانی آنارشیست برجسته، اما گلدمن در ماه مه ۱۹۰۱ حضور داشته‌است. سخنان گلدمن تأثیر بسزایی بر چولگوش داشت. در سوم سپتامبر، چولگوش به فروشگاه ابزار والبریج می‌رود و یک اسلحهٔ رولور ایور جانسون، کالیبر ۳۲ خریداری می‌نماید. او هنوز برنامهٔ مشخصی برای ترور رئیس‌جمهور نداشت. روز بعد، ویلیام و همسرش آیدا، با قطار وارد بوفالو شدند. توپی که برای خوش‌آمدگویی رئیس‌جمهور در هنگام ورود به شهر شلیک شد بسیار به واگن نزدیک بود و انفجار توپ باعث شد تا شیشه‌های چند واگن شکسته شده و موجب آشفتگی بانوی اول گردد. بامداد روز پنجشنبه ۵ سپتامبر، دروازه‌های نمایشگاه در ساعت ۶ باز شد تا جمعیت ورود نماید. عزیمت مک‌کینلی با کالسکه به اتفاق همسرش به سمت نمایشگاه، با شور و شعف بلند مردم همراه بود. رئیس‌جمهور پس از معرفی مختصر توسط میلبورن سخنرانی‌اش را آغاز کرد. مک‌کینلی در سخنان پایانی خود خواستار پایان دادن به انزواگرایی و عدم مداخلهٔ ایالات متحده آمریکا گردید و ترتیب سازوکاری تجاری را پیشنهاد داد که به تولیدکنندگان آمریکا اجازهٔ ورود و مشارکت به بازارهای جدید را می‌داد. او معتقد بود که دورهٔ انحصارگرایی گذشته‌است و تأکید داشت که تجارت و بخصوص بازرگانی آمریکا، مشکل اساسی است. در پایان سخنرانی، مک‌کینلی همسرش را مشایعت کرد تا ضمن مشاهدهٔ مناظر این گردهم‌آیی مردمی به خانهٔ میلبورن بازگردد.

## نگارخانه

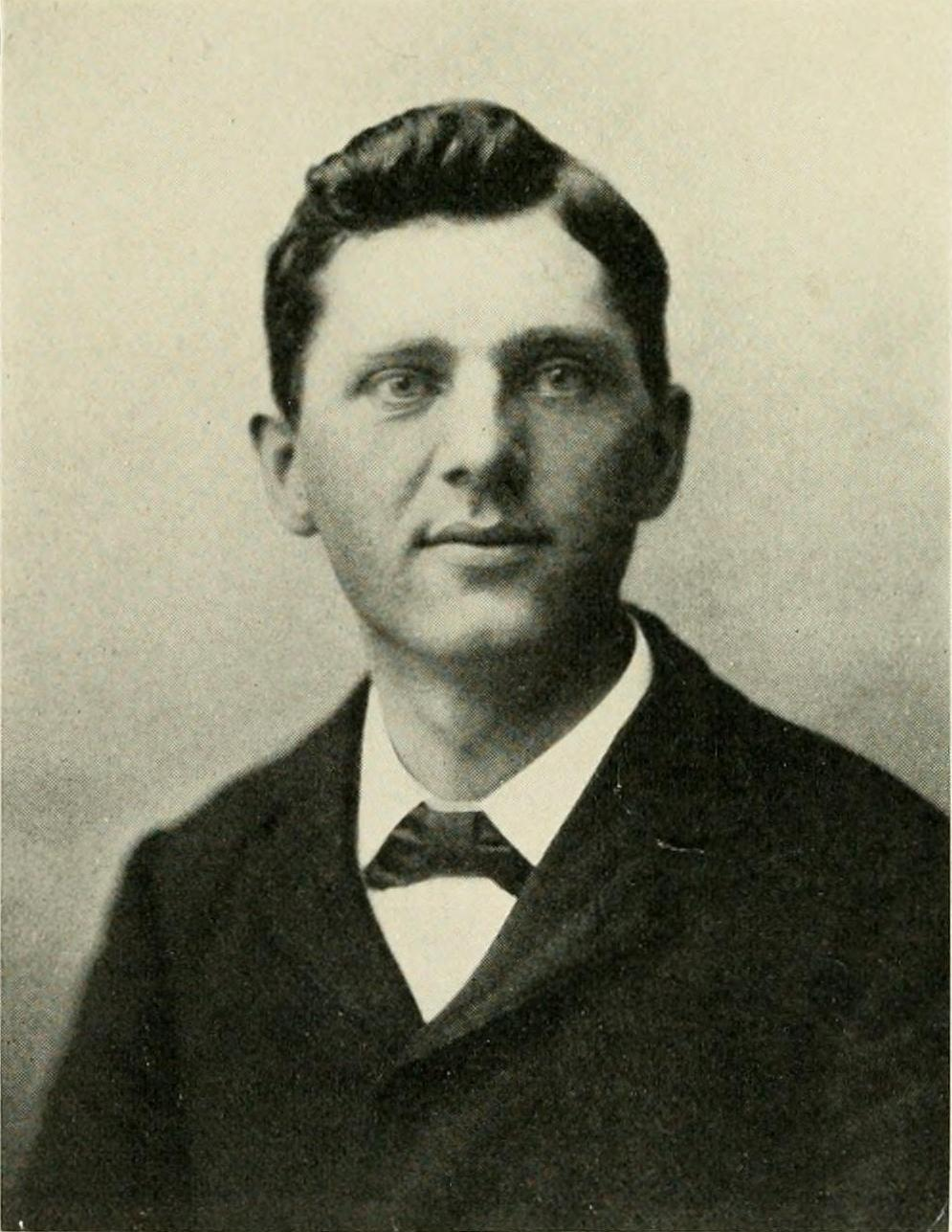
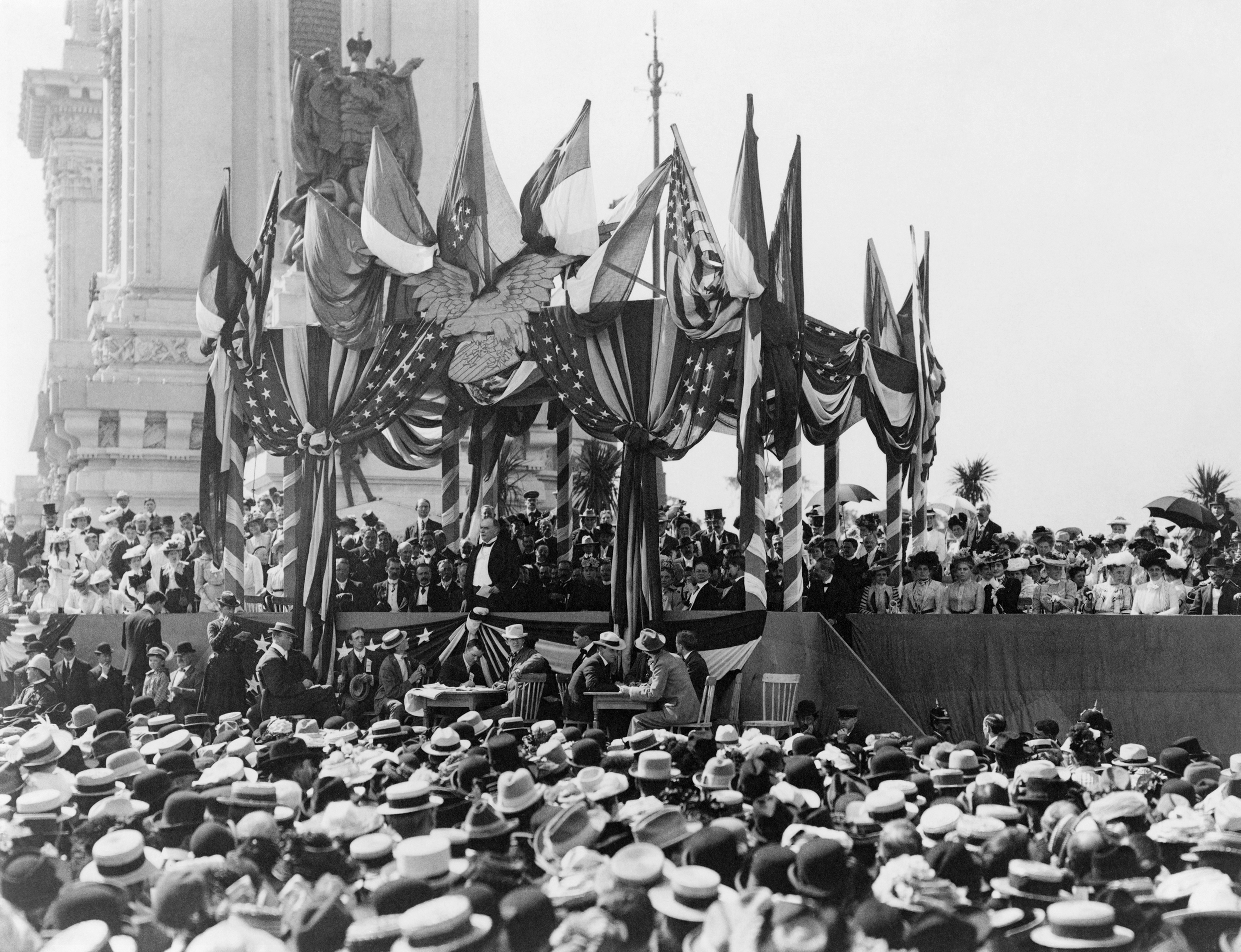
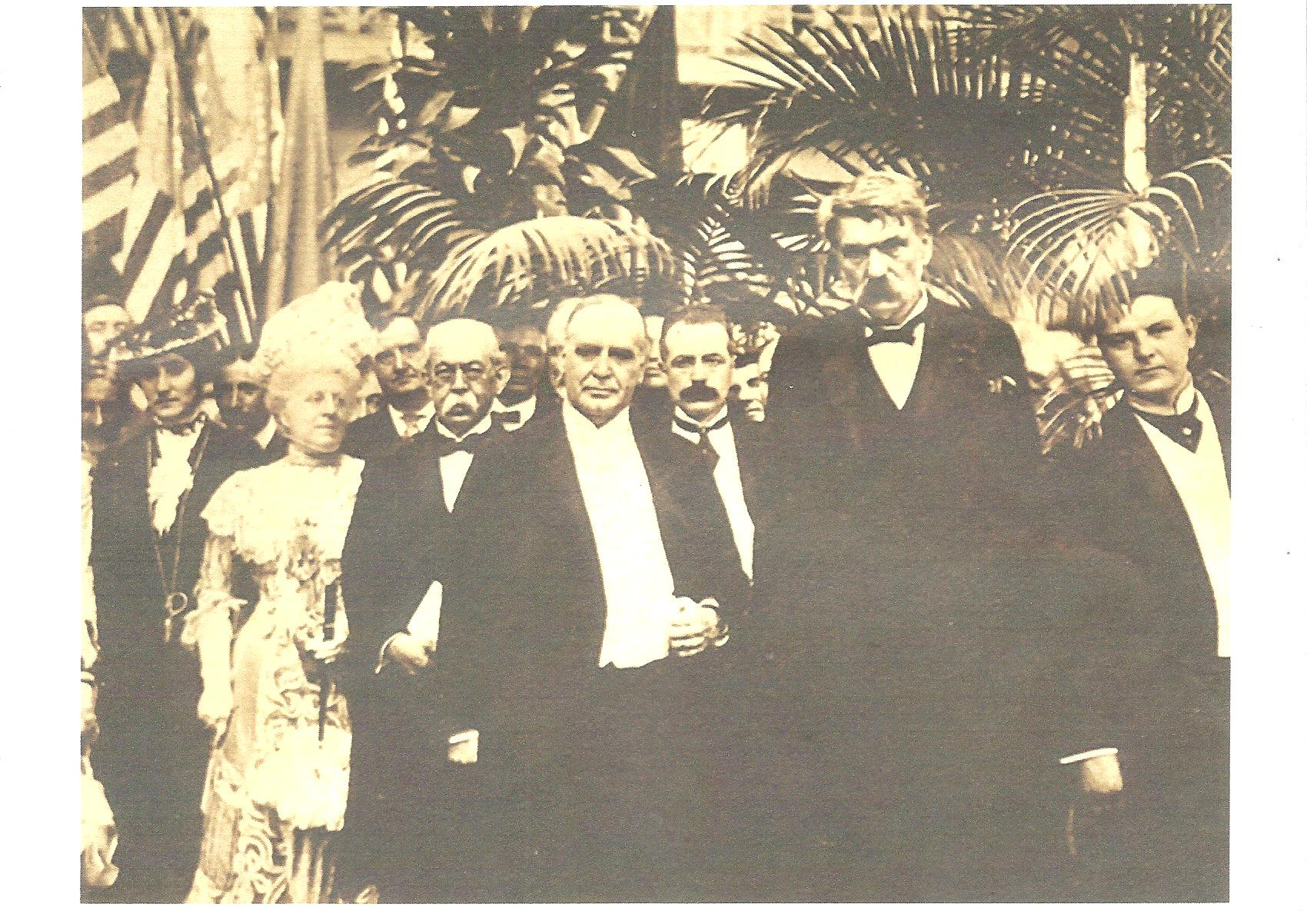
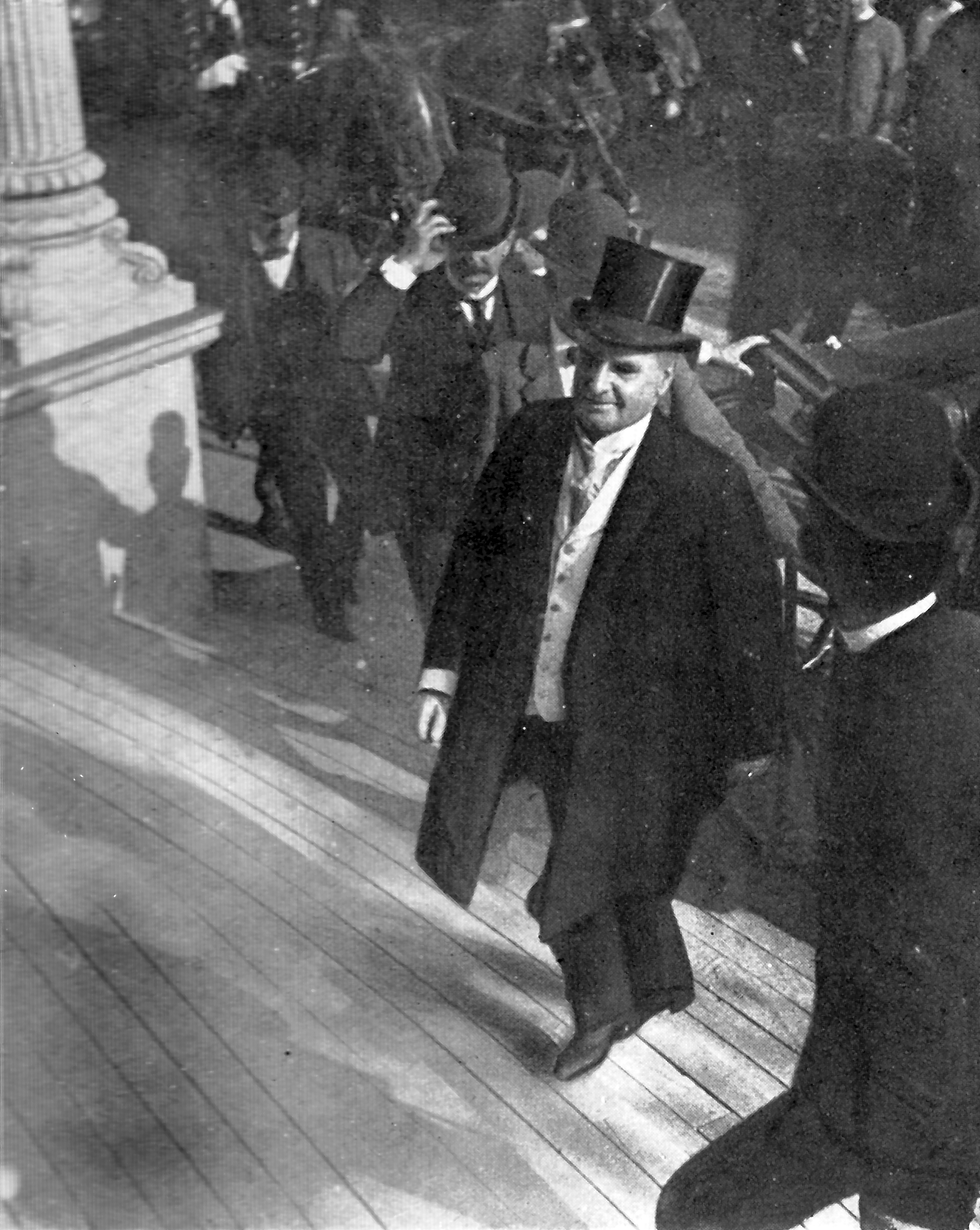
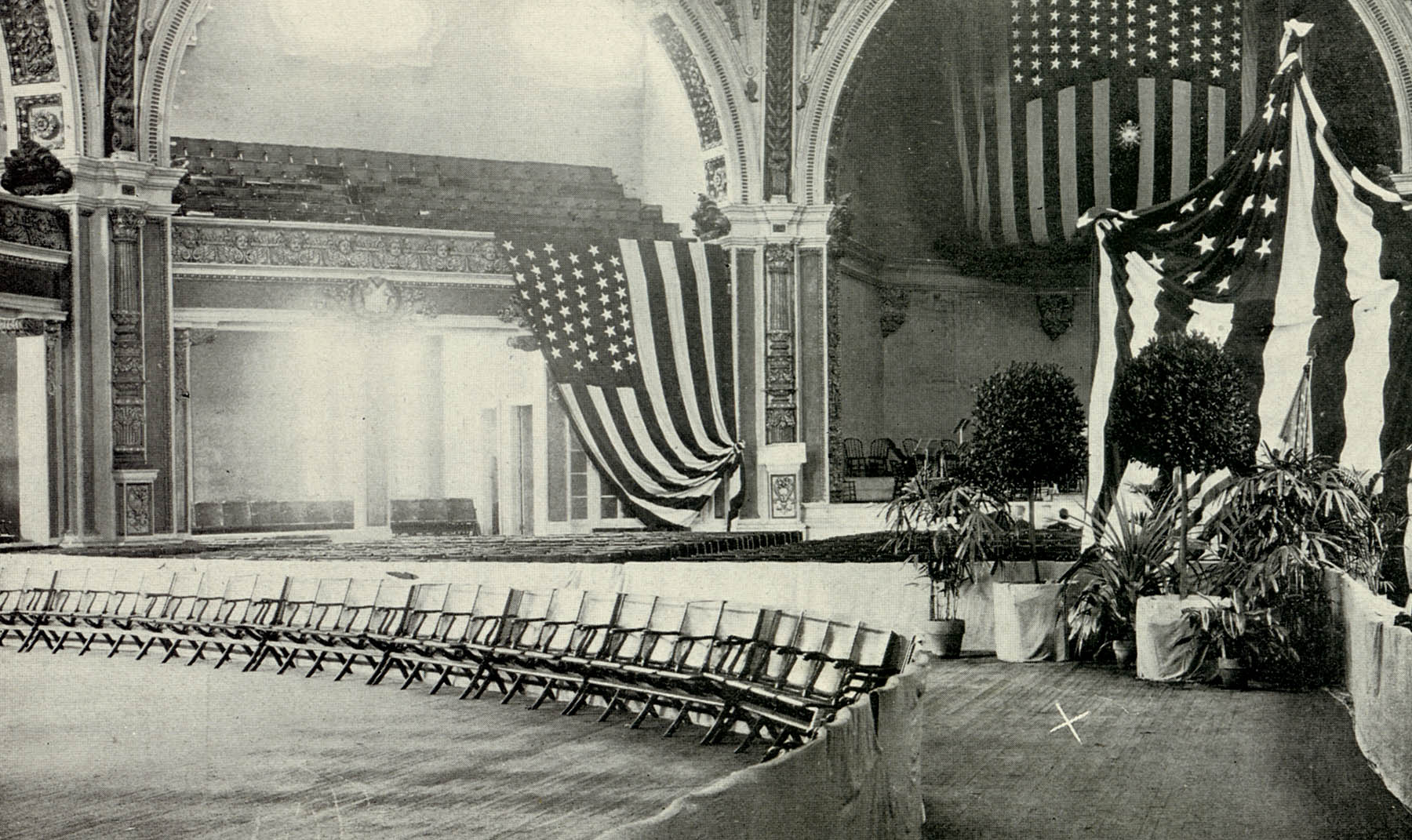
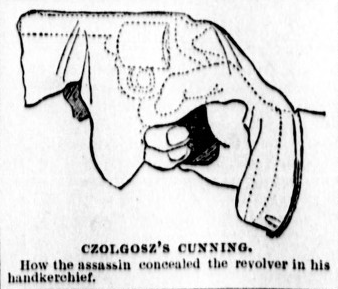
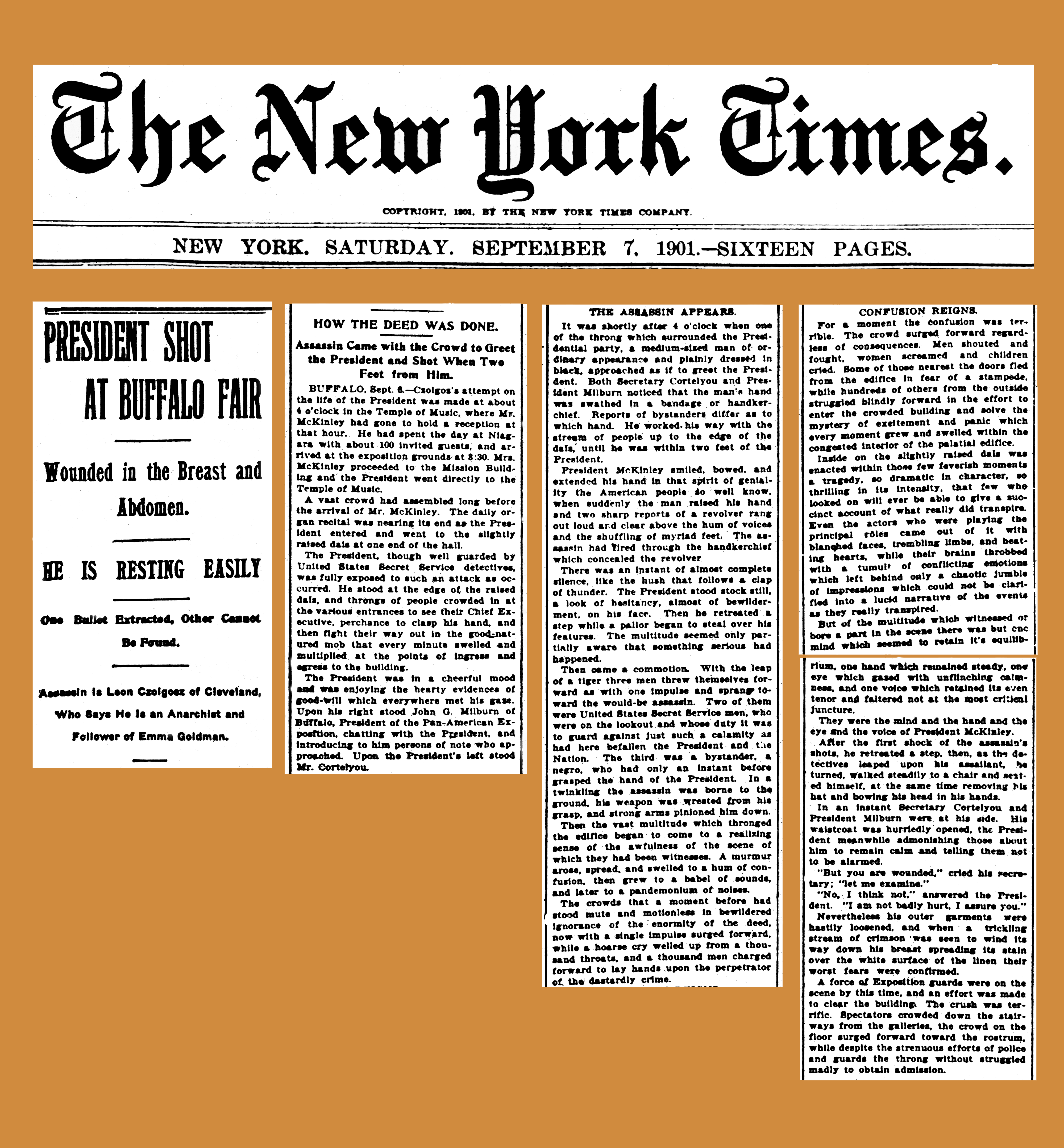
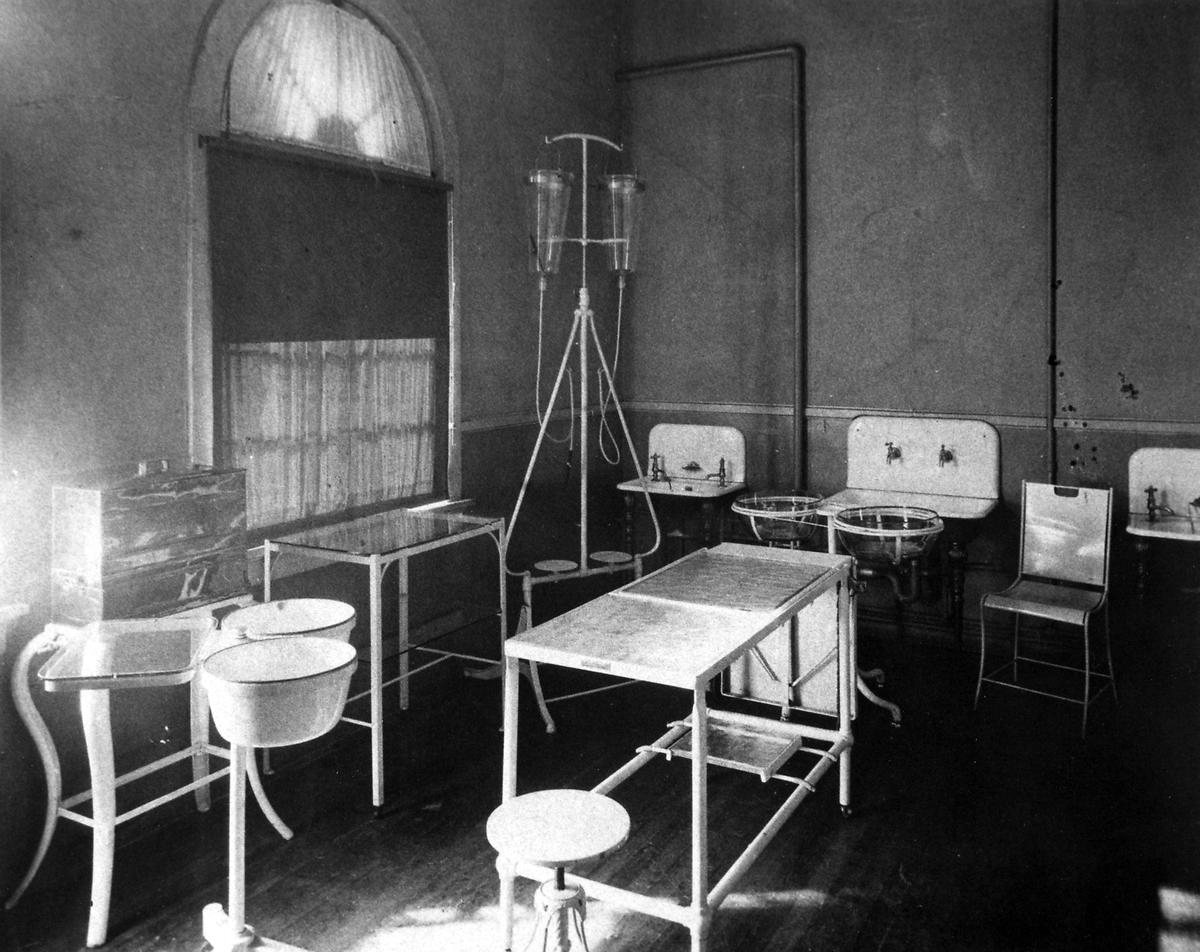
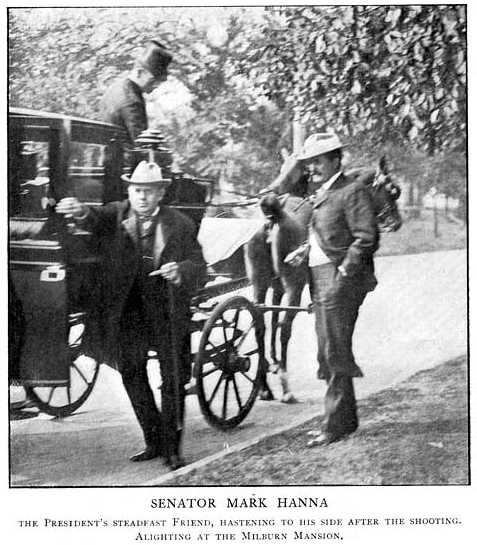
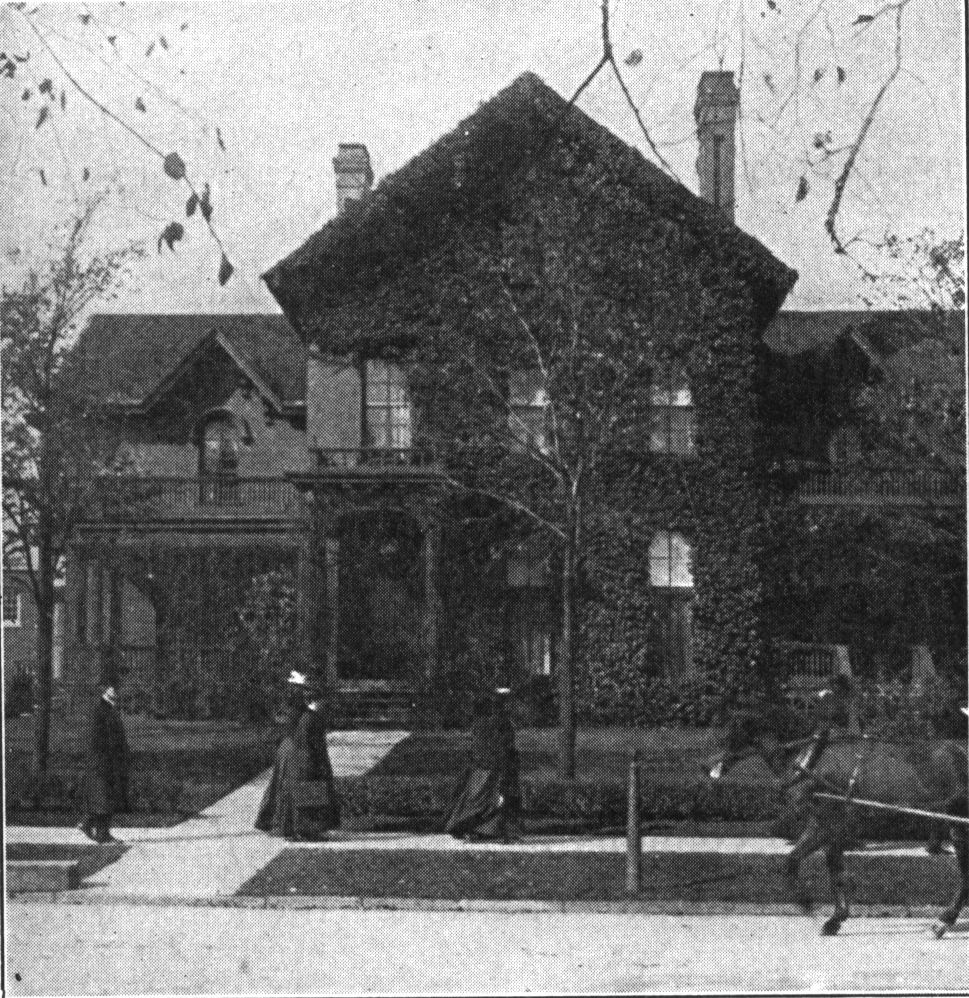
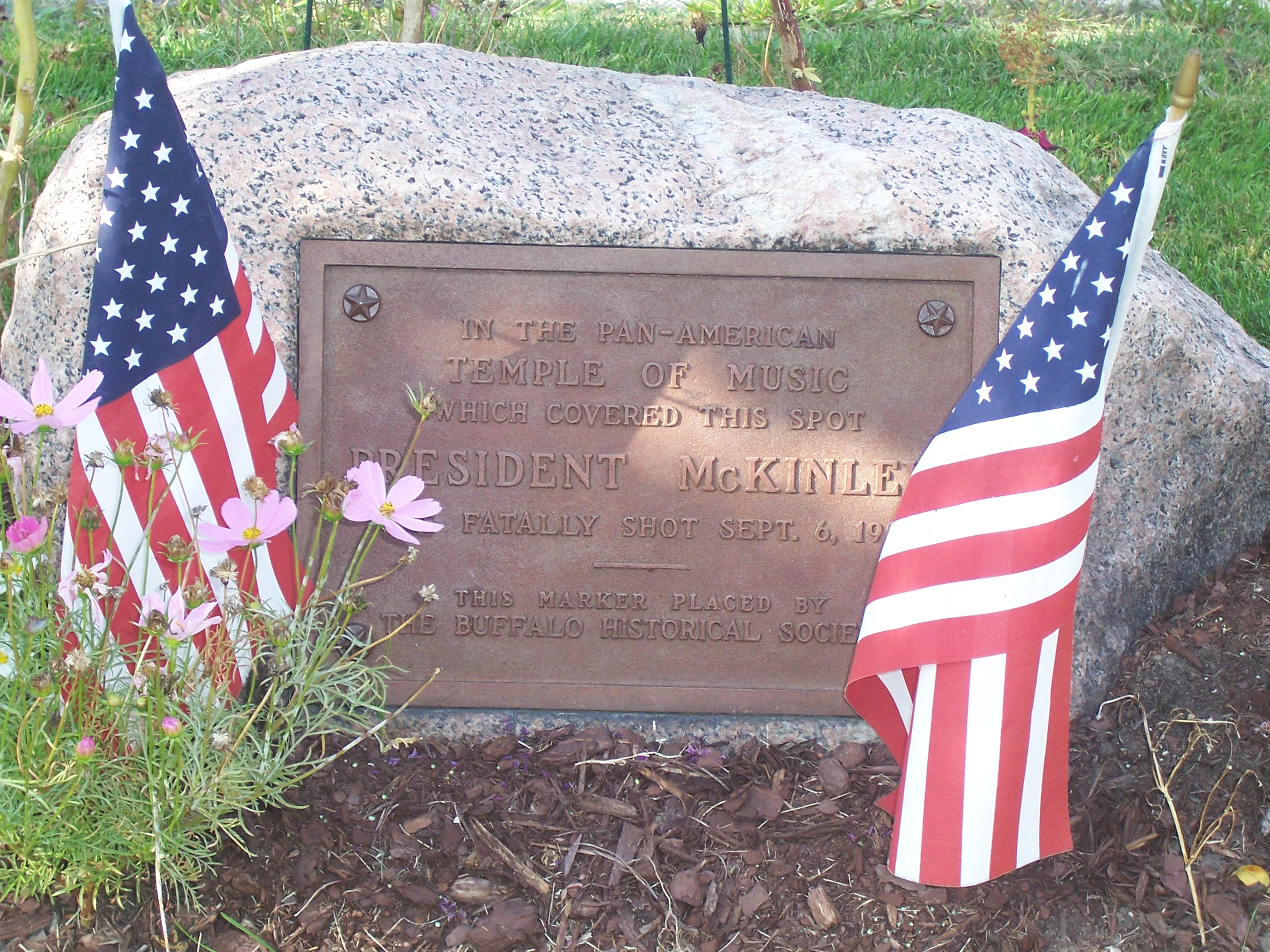